# Despeñaperros
Despeñaperros este o arie protejată (arie specială de conservare — SAC, sit de importanță comunitară — SCI, arie de protecție specială avifaunistică — SPA) din Spania întinsă pe o suprafață de 7.840,82 ha, integral pe uscat.

## Localizare
Centrul sitului Despeñaperros este situat la coordonatele 38°23′39″N 3°32′37″W / 38.3941°N 3.5437°V.

## Înființare
Situl Despeñaperros a fost declarat sit de importanță comunitară în decembrie 1997 pentru a proteja 2 specii de plante și 17 specii de animale. Alte tipuri de protecție:
- arie de protecție specială avifaunistică (în octombrie 2002)[4]
- arie specială de conservare (în septembrie 2012)[3][5][6]

## Biodiversitate
Situată în ecoregiunea mediteraneană, aria protejată conține 18 habitate naturale: Pajiști uscate europene, Păduri termofile cu Fraxinus angustifolia, Pseudostepă cu ierburi și specii anuale de Thero-Brachypodietea, Pajiști umede mediteraneene cu ierburi înalte de Molinio-Holoschoenion, Pante stâncoase silicioase cu vegetație casmofită, Păduri de Castanea sativa, Galerii și tufărișuri riverane sudice (Nerio-Tamaricetea și Securinegion tinctoriae), Dehesas cu Quercus spp. perene, Păduri iberice de Quercus faginea și Quercus canariensis, Tufărișuri termo-mediteraneene și de pre-deșert, Matorral arborescenți cu Juniperus spp., Lande oro-mediteraneene cu formațiuni endemice de grozamă, Păduri de stejar galițio-portugheze cu Quercus robur și Quercus pyrenaica, Păduri de Quercus ilex și Quercus rotundifolia, Păduri de Quercus suber, Roci stâncoase cu vegetație pionieră de Sedo-Scleranthion sau Sedo albi-Veronicion dillenii, Păduri aluvionare cu Alnus glutinosa și Fraxinus excelsior (Alno-Padion, Alnion incanae, Salicion albae), Fânețe de joasă altitudine (Alopecurus pratensis, Sanguisorba officinalis).
La baza desemnării sitului se află mai multe specii protejate:
- plante (2): Centaurea citricolor, Festuca elegans
- păsări (9): rață mare (Anas platyrhynchos), Aquila adalberti, acvilă de munte (Aquila chrysaetos), Aquila fasciata, buha (Bubo bubo), șerpar (Circaetus gallicus), vulturul pleșuv sur (Gyps fulvus), acvilă pitică (Hieraaetus pennatus), cormoran mare (Phalacrocorax carbo carbo)
- mamifere (4): lupul (Canis lupus), vidră de râu (Lutra lutra), râs iberic (Lynx pardinus), liliac cu urechi mari (Myotis bechsteinii)
- nevertebrate (1): Austropotamobius pallipes
- pești (1): Squalius alburnoides
- reptile (2): țestoasa de baltă (Emys orbicularis), Mauremys leprosa

Pe lângă speciile protejate, pe teritoriul sitului au mai fost identificate 29 de specii de plante, 3 specii de păsări, 2 specii de amfibieni, 8 specii de mamifere, 1 specie de pești, 3 specii de reptile.